# جنگ اقتصادی

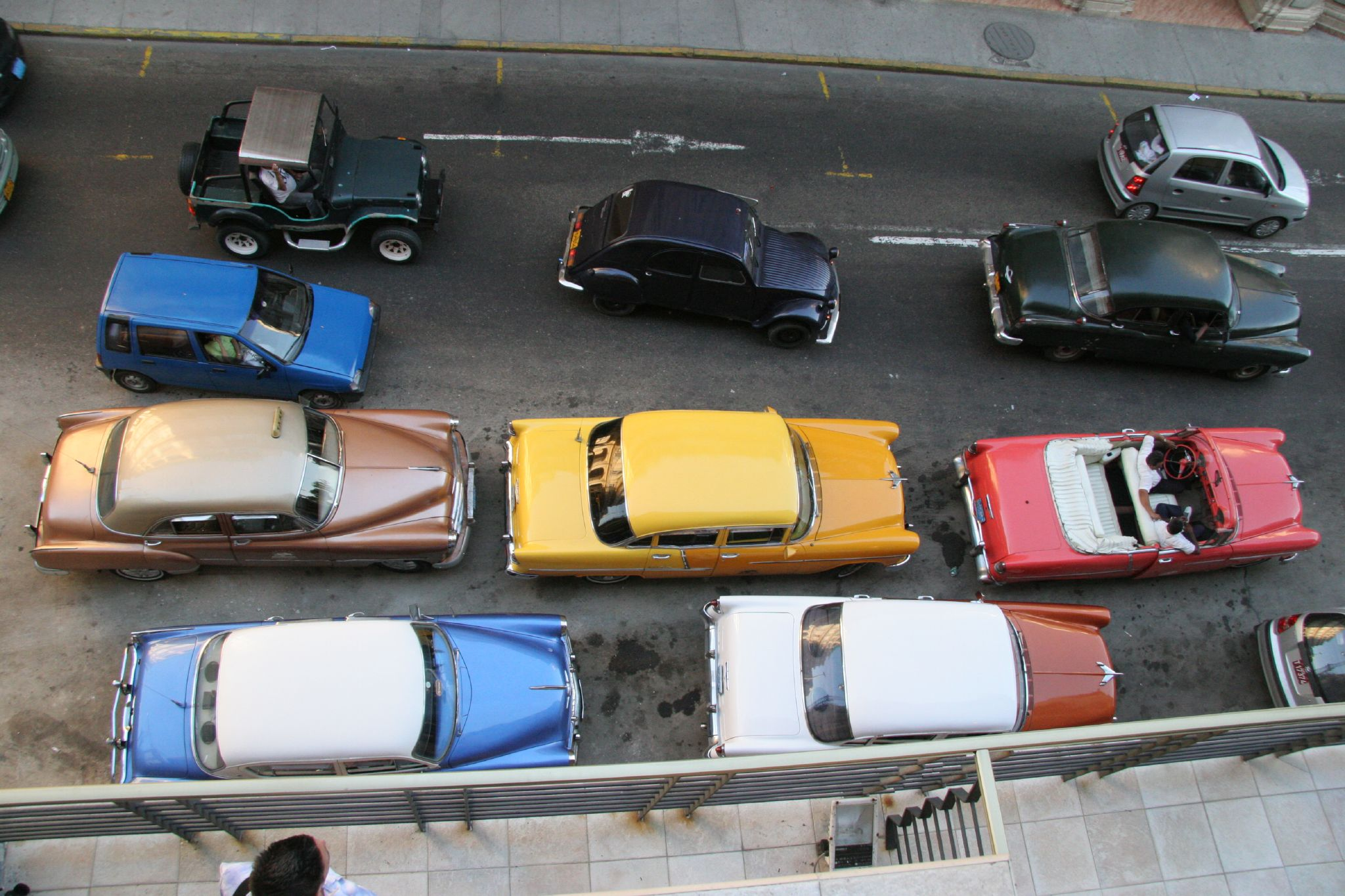
از پیامدهای تحریم تجاری و جنگ اقتصادی توسط ایالات متحده، ناوگانِ خودرویی کوبا است که از قدیمی‌ترین ناوگان‌های جهان است.

جنگ اقتصادی (انگلیسی: Economic warfare) یک استراتژی اقتصادی است که هدف از اجرای آن تضعیف اقتصاد کشور مقابل است.
در عملیات نظامی جنگ اقتصادی می‌تواند سیاست اقتصادی‌ای باشد که در قالب عملیات پنهانی، عملیات سایبری، عملیات اطلاعاتی، … پیش یا هنگام جنگ انجام می‌گیرد.
مفهوم جنگ اقتصادی بیشتر برای جنگ بین کشورها و ملل به ویژه در جنگ تمام عیار کاربرد دارد. در چنین شرایطی، آسیب رساندن به اقتصاد دشمن به‌طور مستقیم به توانایی دشمن در جنگ صدمه می‌زند.

### جنگ فرسایشی
- تروریسم اقتصادی
- جنگ
- بمباران راهبردی
- جنگ تجاری
- جنگ تمام‌عیار
- اقتصاد جنگی